# Æthelwine (Lindsey)
Æthelwine (auch Ediluini)  war von 680 bis um 692 der zweite Bischof von Lindsey.

## Leben
Æthelwine stammte aus dem Adel der Angeln („de nobilibus Anglorum“). Seine Eltern und sein Geburtsjahr sind unbekannt. Seine Schwester Æthelhild war Äbtissin eines Klosters in Lincolnshire und sein Bruder Ealdwine war Abt von Peartaneu (Partney/Lincolnshire). Æthelhun, ein weiterer Bruder, war Mönch im Kloster Rathmelsigi in Irland.
Nachdem Æthelwine in Irland eine gute Ausbildung erhalten hatte, kehrte er nach Lindsey zurück. Im Jahr 679 eroberte Æthelred von Mercia das Königreich Lindsey. Bischof Eadhæd musste Lindsey verlassen und Æthelwine wurde um 680 sein Nachfolger. Über seine Amtszeit als Bischof wurde nur überliefert, dass er multo tempore („lange Zeit“) und nobilissime („würdig“) herrschte. Æthelwines unbekanntes Todesdatum wird meist um 692 angenommen.